# (100836) 1998 HF14
(100836) 1998 HF14 es un asteroide perteneciente al cinturón de asteroides, región del sistema solar que se encuentra entre las órbitas de Marte y Júpiter, descubierto el 22 de abril de 1998 por el equipo del Spacewatch desde el Observatorio Nacional de Kitt Peak, Arizona, Estados Unidos.

## Designación y nombre
Designado provisionalmente como 1998 HF14. 

## Características orbitales
1998 HF14 está situado a una distancia media del Sol de 3,094 ua, pudiendo alejarse hasta 3,508 ua y acercarse hasta 2,681 ua. Su excentricidad es 0,133 y la inclinación orbital 5,862 grados. Emplea 1988,58 días en completar una órbita alrededor del Sol.

## Características físicas
La magnitud absoluta de 1998 HF14 es 14,7. Tiene 6,196 km de diámetro y su albedo se estima en 0,055. 